# Indy Racing League 2002
De IndyCar Series 2002 was het zevende kampioenschap van de Indy Racing League. Het was het laatste jaar dat het kampioenschap Indy Racing League als officiële benaming had, vanaf 2003 werd het omgedoopt tot IndyCar Series. Het kampioenschap werd gewonnen door Sam Hornish jr. Tijdens het seizoen werd de 86e Indianapolis 500 gehouden die gewonnen werd door Hélio Castroneves. 

## Races
|    | Datum        | Circuit                          | Winnaar           | Tweede            | Derde             | Pole position     |
| 1  | 2 maart      | Homestead-Miami Speedway         | Sam Hornish jr.   | Gil de Ferran     | Hélio Castroneves | Sam Hornish jr.   |
| 2  | 17 maart     | Phoenix International Raceway    | Hélio Castroneves | Gil de Ferran     | Sam Hornish jr.   | Hélio Castroneves |
| 3  | 24 maart     | California Speedway              | Sam Hornish jr.   | Jaques Lazier     | Laurent Rédon     | Eddie Cheever     |
| 4  | 21 april     | Nazareth Speedway                | Scott Sharp       | Felipe Giaffone   | Gil de Ferran     | Gil de Ferran     |
| 5  | 26 mei       | Indianapolis Motor Speedway      | Hélio Castroneves | Paul Tracy        | Felipe Giaffone   | Bruno Junqueira   |
| 6  | 8 juni       | Texas Motor Speedway             | Jeff Ward         | Al Unser jr.      | Airton Daré       | Tomas Scheckter   |
| 7  | 16 juni      | Pikes Peak International Raceway | Gil de Ferran     | Hélio Castroneves | Sam Hornish jr.   | Gil de Ferran     |
| 8  | 29 juni      | Richmond International Raceway   | Sam Hornish jr.   | Gil de Ferran     | Felipe Giaffone   | Gil de Ferran     |
| 9  | 7 juli       | Kansas Speedway                  | Airton Daré       | Sam Hornish jr.   | Hélio Castroneves | Tomas Scheckter   |
| 10 | 20 juli      | Nashville Superspeedway          | Alex Barron       | Gil de Ferran     | Sam Hornish jr.   | Billy Boat        |
| 11 | 28 juli      | Michigan International Speedway  | Tomas Scheckter   | Buddy Rice        | Felipe Giaffone   | Tomas Scheckter   |
| 12 | 11 augustus  | Kentucky Speedway                | Felipe Giaffone   | Sam Hornish jr.   | Buddy Lazier      | Sarah Fisher      |
| 13 | 25 augustus  | Gateway International Raceway    | Gil de Ferran     | Hélio Castroneves | Alex Barron       | Gil de Ferran     |
| 14 | 8 september  | Chicagoland Speedway             | Sam Hornish jr.   | Al Unser jr.      | Buddy Lazier      | Sam Hornish jr.   |
| 15 | 15 september | Texas Motor Speedway             | Sam Hornish jr.   | Hélio Castroneves | Vitor Meira       | Vitor Meira       |

## Eindrangschikking
| Rank | Rijder            | Ptn |
| ---- | ----------------- | --- |
| 1.   | Sam Hornish jr.   | 531 |
| 2.   | Hélio Castroneves | 511 |
| 3.   | Gil de Ferran     | 443 |
| 4.   | Felipe Giaffone   | 432 |
| 5.   | Alex Barron       | 366 |
| 6.   | Scott Sharp       | 332 |
| 7.   | Al Unser jr.      | 311 |
| 8.   | Buddy Lazier      | 305 |
| 9.   | Airton Daré       | 304 |
| 10.  | Eddie Cheever     | 280 |
| 11.  | Jeff Ward         | 268 |
| 12.  | Laurent Rédon     | 229 |
| 13.  | Billy Boat        | 225 |
| 14.  | Tomas Scheckter   | 210 |
| 15.  | Richie Hearn      | 204 |
| 16.  | George Mack       | 184 |
| 17.  | Robbie Buhl       | 177 |

| Rank | Rijder           | Ptn |
| ---- | ---------------- | --- |
| 18.  | Sarah Fisher     | 161 |
| 19.  | Raul Boesel      | 158 |
| 20.  | Eliseo Salazar   | 157 |
| 21.  | Robby McGehee    | 142 |
| 22.  | Buddy Rice       | 140 |
| 23.  | Greg Ray         | 128 |
| 24.  | Tony Renna       | 121 |
| 25.  | Vitor Meira      | 96  |
| 26.  | Jaques Lazier    | 90  |
| 27.  | Shigeaki Hattori | 78  |
| 28.  | Rick Treadway    | 76  |
| 29.  | Mark Dismore     | 73  |
| 30.  | Anthony Lazzaro  | 70  |
| =    | Jon Herb         | 70  |
| 32.  | Hideki Noda      | 54  |
| 33.  | John de Vries    | 53  |
| 34.  | Paul Tracy       | 40  |

| Rank | Rijder             | Ptn |
| ---- | ------------------ | --- |
| 35.  | Will Langhorne     | 36  |
| 36.  | Dan Wheldon        | 35  |
| 37.  | Arie Luyendyk      | 30  |
| 38.  | Michael Andretti   | 26  |
| 39.  | Robby Gordon       | 24  |
| 40.  | Jimmy Vasser       | 23  |
| =    | Tyce Carlson       | 23  |
| 42.  | Kenny Bräck        | 19  |
| 43.  | Massimiliano Papis | 16  |
| 44.  | Dario Franchitti   | 11  |
| 45.  | Billy Roe          | 9   |
| =    | Memo Gidley        | 9   |
| =    | Scott Harrington   | 9   |
| 48.  | Cory Kruseman      | 4   |
| 49.  | Jeret Shroeder     | 3   |
| 50.  | Tony Kanaan        | 2   |
| 51.  | Bruno Junqueira    | 1   |